# Municipio de Fairmount (Indiana)
El municipio de Fairmount (en inglés: Fairmount Township) es un municipio ubicado en el condado de Grant en el estado estadounidense de Indiana. En el año 2010 tenía una población de 4239 habitantes y una densidad poblacional de 53,72 personas por km².

## Geografía
El municipio de Fairmount se encuentra ubicado en las coordenadas 40°25′11″N 85°36′51″O / 40.41972, -85.61417. Según la Oficina del Censo de los Estados Unidos, el municipio tiene una superficie total de 78.91 km², de la cual 78,82 km² corresponden a tierra firme y (0,11 %) 0,09 km² es agua.

## Demografía
Según el censo de 2010, había 4239 personas residiendo en el municipio de Fairmount. La densidad de población era de 53,72 hab./km². De los 4239 habitantes, el municipio de Fairmount estaba compuesto por el 98,58 % blancos, el 0,19 % eran afroamericanos, el 0,14 % eran amerindios, el 0,19 % eran asiáticos, el 0,17 % eran de otras razas y el 0,73 % eran de una mezcla de razas. Del total de la población el 0,83 % eran hispanos o latinos de cualquier raza.